# Faza kolumnowa

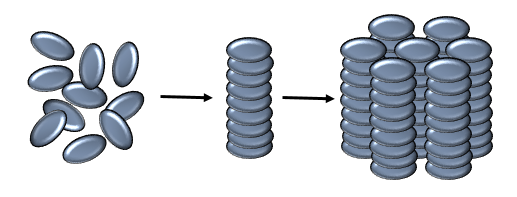
Schemat ułożenia dyskotycznych molekuł w fazie kolumnowej heksagonalnej.

Faza kolumnowa – rodzina faz ciekłokrystalicznych, w których występuje daleko zasięgowe uporządkowanie cząsteczek w formie kolumn.
Kolumnowe mezofazy posiadają dalekozasięgowe uporządkowanie pozycyjne w dwóch wymiarach. W trzecim wymiarze (wzdłuż kolumn) molekuły zachowują się względem siebie tak jak w cieczy.
Faza kolumnowa jest zwykle generowana przez sztywne cząsteczki o kształcie dysku. Spłaszczone dyski są zbudowane z systemu połączonych pierścieni aromatycznych zaś zakończone są giętkimi łańcuchami terminalnymi. Liczba łańcuchów powinna być większa niż jeden (przeważnie od 3 do 12), a liczba atomów węgla w tych łańcuchach powinna przekraczać 3. Spełnienie tych warunków pozwala na wygenerowanie fazy ciekłokrystalicznej: interakcja między sztywnymi rdzeniami  zapewnia porządek krystaliczny a charakter cieczowy zapewniony jest przez łańcuchy terminalne. Cząsteczki te w odpowiednich warunkach (temperatura, ciśnienie) układają się spontanicznie w stosy tworząc równoległe kolumny upakowane w dwuwymiarową sieć. Podczas topnienia kryształu najpierw topią się zewnętrzne łańcuchy, pozwalając sztywnym rdzeniom na lepsze uporządkowanie się.

## Klasyfikacja

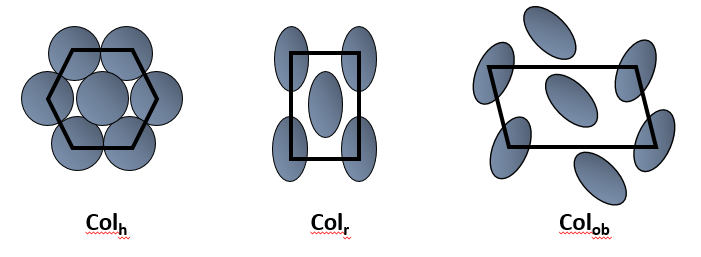
Schematyczne struktury różnych faz kolumnowych, odpowiednio: faza kolumnowa heksagonalna (P6/mmm), centrowana prostokątna (C2/m) oraz skośna (P1)

Symetria dwuwymiarowej sieci jest podstawą do podziału faz kolumnowych. Można wyróżnić trzy bazowe, najczęściej spotykane symetrie:
- heksagonalna (Colh) - występuje ona najczęściej; w fazie tej kolumny układają się w siatkę, w której komórka elementarna przyjmuje kształt sześciokąta foremnego,
- rektangularna (Colr) - w tej fazie komórka elementarna ma kształt prostokąta,
- skośna (Colob), w której komórka elementarna siatki kolumn przybiera kształt równoległoboku.

## Charakterystyka
Fazy kolumnowe, tak jak i inne fazy ciekłokrystaliczne, obserwuje się między skrzyżowanymi polaryzatorami w mikroskopie polaryzacyjnym. Najczęściej obserwuje się teksturę konfokalną (ang. focal conic) lub wachlarzową (ang. fan texture).
Rodzaje faz kolumnowych rozróżnia się na podstawie badań dyfrakcji promieni Roentgena. Ułożenie kolumn jest reprezentowane poprzez dwuwymiarową periodyczność w sieci rzeczywistej. Promieniowanie rentgenowskie przekształca ją w dwuwymiarową sieć odwrotną.  Podczas pomiaru obserwuje się maksima sygnałów, pochodzących z konstruktywnej interferencji między warstwami lub grupami atomów. Efektem pomiaru jest zestaw sygnałów o różnym stopniu wzmocnienia oraz o konkretnych pozycjach, na podstawie których identyfikuje się symetrie fazy.

## Historia
Pierwszy materiał generujący fazę kolumnową został odkryty w 1977 r. przez hinduskiego chemika Sivaramakrishnę Chandrasekhara. Odkrył on, że pochodna benzenu zawierająca sześć bocznych grup alkilowych generuje nowy rodzaj fazy ciekłokrystalicznej. Od tamtej pory nastąpił bardzo intensywny rozwój w projektowaniu innych molekuł układających się w fazy kolumnowe. Oprócz benzenu stosuje się bardziej rozbudowane systemy aromatyczne takie jak: trifenyleny, ftalocyjaniny, koroneny, pochodne chinoksaliny oraz wiele innych.

## Zastosowanie
Fazy kolumnowe stanowią szczególny obiekt zainteresowania w zakresie transportu ładunków. Kolumny tworzą swoiste jednowymiarowe druty, przez które mogą przepływać ładunki (elektrony lub dziury). Poprzez zastosowanie systemu połączonych pierścieni aromatycznych w rdzeniu obserwuje się często silne interakcje elektronów π-π, przez co molekuły mają tendencję do układania się jedna nad drugą. Odległość między krótkimi osiami molekuł wynosi 3,5-4,5 Å. Transport odbywa się w obrębie rdzeni a poboczne łańcuchy stanowią część izolującą. Dzięki tym właściwościom mezofazy kolumnowe znajdują zastosowanie w projektowaniu nowych urządzeń optoelektronicznych, takich jak organiczne diody elektroluminescencyjne (OLEDs), organiczne tranzystory polowe (OFETs) oraz inne fotowoltaiczne komponenty.